# يوهان هوبنر
يوهان هوبنر (بالألمانية: Johann Hübner )‏ (و. 1668 – 1731 م) هو جغرافي، ومؤرخ، ومؤلِّف، وكاتب، من ألمانيا، توفي في هامبورغ، عن عمر يناهز 63 عاماً.